# Gone (sång)
Gone är en poplåt skriven av Anders Hansson och Mårten Sandén, som deltog i den svenska Melodifestivalen 2005. Bidraget framfördes där av synthpopgruppen Bodies Without Organs. Låten tog sig dock inte till final. Låten förlades även till gruppens album Prototype samma år.  Singelutgåvan, också från samma år, innehöll även ett flertal remixar. 
På den svenska singellistan placerade den sig som högst på 40:e plats. Den 24 april 2005 gjordes ett försök att få in melodin på Svensktoppen , som dock misslyckades .
Under Melodifestivalen 2012 var låten med i "Tredje chansen".

## Listplaceringar
| Lista (2005) | Topplacering |
| ------------ | ------------ |
| Sverige      | 40           |

### Fotnoter
1. ↑  ”Svensk mediedatabas”. Arkiverad från originalet den 22 december 2024. https://web.archive.org/web/20241222101423/https://smdb.kb.se/catalog/id/001434667. Läst 26 maj 2011.
2. ↑  ”Svensk mediedatabas”. http://smdb.kb.se/catalog/id/001434666. Läst 26 maj 2011.
3. ↑  Svensktoppen - 24 april 2005
4. ↑  Svensktoppen - 1 maj 2005
5. ↑  ”SVT”. 11 februari 2012. Arkiverad från originalet den 14 februari 2012. https://web.archive.org/web/20120214193414/http://svt.se/2.176206. Läst 11 februari 2012.
6. ↑  Placering på den svenska singellistan Arkiverad 26 maj 2006 hämtat från the Wayback Machine.